# Zuasti de Lónguida
Zuasti de Lónguida (Zuasti-Longida en euskera y cooficialmente) es una entidad de población española del municipio de Lónguida, perteneciente a la Comunidad Foral de Navarra.

## Historia
Hacia mediados del siglo XIX, el lugar, por entonces un caserío perteneciente a Lónguida, tenía contabilizada una población de seis habitantes. Aparece descrito en el decimosexto y último volumen del Diccionario geográfico-estadístico-histórico de España y sus posesiones de Ultramar de Pascual Madoz con las siguientes palabras:

ZUASTI: cas. del valle de Longuida, en la prov. de Navarra, part. jud. de Aoiz (1/2 leg.). sit. en alto, á la der. y junto al r. Erro; disfruta de clima templado. Tiene una casa; una igl. (San Estéban) aneja de Zuza. El térm. se estiende 1/2 cuarto de leg. de N. á S. y 1/4 de E. á O., y confina N. Villaveta; E. Agos; S. Zuza, y O. Liberri. El terreno es cascajoso y secano, aunque atraviesa por N. el citado r., al cual se incorpora un arroyo junto al cas.; hay un soto de robles y buenas yerbas de pasto. prod.: trigo, maiz, patatas, avena, cebada, yeros y legumbres; cria ganado lanar y vacuno; caza de perdices, liebres y codornices; pesca de barbos, madrillas y anguilas. pobl.: un vec., 6 almas.
(Madoz, 1850, p. 672)

En 2022, no tenía empadronado ningún habitante.